# Zemský okres Göppingen
Zemský okres Göppingen (německy Landkreis Göppingen) se nachází v německé spolkové zemi Bádensko-Württembersko. Sousedí (ze severu ve směru hodinových ručiček) se zemskými okresy Rems-Murr, Ostalb, Heidenheim, Alba-Dunaj, Reutlingen a Esslingen.

## Geografie
Okres Göppingen se nachází v severním podhůří Švábské Alby (Schwäbische Alb). Přes něj protéká řeka Fils, která u města Plochingen (zemský okres Esslingen) ústí jako pravý přítok do řeky Neckar.

## Obyvatelstvo
Vývoj počtu obyvatelstva okresu Göppingen od roku 1973:
| Rok               | Obyvatelé |
| ----------------- | --------- |
| 31. prosinec 1973 | 232 933   |
| 31. prosinec 1975 | 229 117   |
| 31. prosinec 1980 | 230 953   |
| 31. prosinec 1985 | 229 399   |
| 27. květen 1987   | 231 284   |

| Rok               | Obyvatelé |
| ----------------- | --------- |
| 31. prosinec 1990 | 243 092   |
| 31. prosinec 1995 | 255 203   |
| 31. prosinec 2000 | 256 792   |
| 31. prosinec 2005 | 257 783   |
| 30. červen 2006   | 257 314   |

## Města a obce

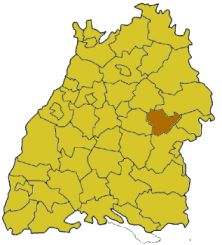
Poloha okresu Göppingen na mapě Bádenska-Württemberska

| Města | Obce | |
| --- | --- | --- |
| 1. Donzdorf 2. Ebersbach an der Fils 3. Eislingen 4. Geislingen an der Steige 5. Göppingen 6. Lauterstein 7. Süßen 8. Uhingen 9. Wiesensteig | 1. Adelberg 2. Aichelberg 3. Albershausen 4. Bad Ditzenbach 5. Bad Überkingen 6. Birenbach 7. Böhmenkirch 8. Börtlingen 9. Boll 10. Deggingen 11. Drackenstein 12. Dürnau 13. Eschenbach (Göppingen) 14. Gammelshausen 15. Gingen an der Fils 16. Gruibingen | 1. Hattenhofen 2. Heiningen 3. Hohenstadt 4. Kuchen 5. Mühlhausen im Täle 6. Ottenbach 7. Rechberghausen 8. Salach 9. Schlat 10. Schlierbach (Göppingen) 11. Wäschenbeuren 12. Wangen (Göppingen) 13. Zell unter Aichelberg |